# Хостел (фильм)
«Хостел» (англ. Hostel) — американский фильм ужасов 2005 года режиссёра Элая Рота. Премьера фильма состоялась 17 сентября 2005 года.

## Сюжет
Трое студентов, американцы Пэкстон, Джош и исландец Оли, путешествуют по Европе в поисках вечеринок и сексуальных развлечений. В Амстердаме, на одной из таких вечеринок, им попадается русский по имени Алексей, который предлагает ребятам посетить хостел, полный сексапильных девушек, который находится в Словакии, недалеко от Братиславы. На следующий день троица садится в поезд. Позже к ним в купе подсаживается голландский бизнесмен, причудливое поведение которого несколько настораживает ребят, особенно Джоша.
В деревне они селятся в хостеле, тут же устраиваются по соседству с двумя девушками — Натальей и Светланой. Они предлагают ребятам сходить на дискотеку, где Джошу становится не по себе от табачного дыма (у него астма, которую он скрывает) и он выходит на улицу. Там на него нападает толпа местных мальчишек, однако его спасает голландский бизнесмен. Позже ночью Наталья и Светлана занимаются сексом с Пэкстоном и Джошем. На следующий день Пэкстон и Джош узнают от администратора, что Оли уехал. А от японской туристки Каны, также проживающей в отеле, что пропала её подружка Юки. Обиженные на Оли, друзья гуляют по городу и внезапно видят своего друга, заходящего в «Музей пыток». Проследовав за ним, ребята понимают, что это кто-то другой. На вопрос «Откуда у вас эта куртка?» незнакомец отвечает грубостью и убегает. Пэкстон сомневается, что в Словакии кто-то ещё может носить куртку с символикой Исландии. Внезапно на телефон Джоша приходит сообщение с фото Оли и с текстом: «Я еду домой». Ребята окончательно разочаровываются в его поведении и решают уехать из города. Камера показывает, что голова Оли отрезана и стоит на столе, а некто в одежде мясника медленно продвигается через коридор к кричащей на японском языке девушке — Юки. Он берёт кусачки для арматуры и зажимает в них второй палец на ноге у Юки, раздавив его. Этим же вечером Пэкстон предлагает уехать вместе с ними и Кане. Девушка соглашается и обещает ждать его в холле с утра. Вечером, перебрав с алкоголем на дискотеке, Джош с трудом возвращается в свой номер и засыпает. Пэкстон остаётся с девушками, однако некоторое время спустя они перестают на него обращать внимание. Пэкстону становится плохо, он заходит в кладовку, где его случайно запирает один из сотрудников.
Джош приходит в себя привязанным к стулу в подвальном помещении, где на столе лежат различные инструменты. Человек в костюме мясника и в хирургической маске начинает издеваться над Джошем — просверливает ему дрелью плечи и колени, а затем снимает маску. Это оказывается голландский бизнесмен. Он рассказывает, что всегда мечтал быть хирургом, но из-за болезни Паркинсона ему пришлось заняться бизнесом, который вскоре ему надоел. Джош умоляет его отпустить. Бизнесмен перерезает ему сухожилия на ногах и отвязывает от стула. Джош пытается уползти, однако голландец подтаскивает его к зеркалу и перерезает горло.
Пэкстон приходит в себя и возвращается в отель. Он узнаёт от администратора, что он, Джош и Кана вчера выписались. Вернувшись в свой номер, видит как в нём уже живут другие девушки и точно такими же словами, как и Наталья со Светланой, зовут его в сауну. Пэкстон идёт в полицию и рассказывает о случившемся. Его просят подождать и не нервничать. Гуляя по городу, Пэкстон случайно натыкается на Светлану, которая заходит в местный бар. Там же он находит и Наталью. Девушки пьяны, растрёпаны и неопрятны. Наталья говорит, что его друзья на «арт-шоу». Водитель отвозит Пэкстона и Наталью на заброшенный завод, возле которого суетятся люди, на парковке стоят много иномарок. Наталья ведёт Пэкстона к комнате внутри завода, где голландский бизнесмен шинкует труп Джоша. Пэкстона хватают два охранника и тащат через коридор. Пэкстон замечает, что во всех комнатах пытают людей. Пэкстона также пристёгивают наручниками к стулу, где человек в костюме мясника начинает его пытать. Он отрезает Пэкстону бензопилой два пальца, также распилив и наручники, но затем поскальзывается на крови, и упавшая на него бензопила отпиливает ему ногу. Пэкстон находит пистолет и убивает маньяка и охранника. В раздевалке он переодевается в дорогой костюм и находит в кармане визитку, из которой становится ясно, что это «Элитный клуб», в котором можно заказать жертву любой национальности для издевательств (за русского 5 тыс., за европейца 10 тыс., а за американца 25 тыс. долларов). Пэкстон замечает, что к зданию подъехал начальник полиции, и понимает, что он с ними заодно. Добравшись до машины, Пэкстон слышит крики девушки на японском языке и понимает, что это Кана. Добравшись до комнаты и убив её мучителя, Пэкстон вынужден отрезать ей глаз, выпавший из глазницы. Он доводит Кану до «Волги», и, избавившись с помощью банды беспризорников от преследующей их «Татры», а также сбив по дороге Наталью, Светлану и Алексея, им удаётся добраться до вокзала. Проходя мимо витрины, Кана видит своё отражение и впадает в апатию. Пэкстон сидит за ящиками и лишь пытается привлечь её внимание. Однако девушка бросается под идущий мимо локомотив. Пока все смотрят на её труп, Пэкстону удаётся проникнуть в поезд.
Сидя у окна, Пэкстон слышит знакомый голос голландского бизнесмена. Поезд прибывает в Австрию. Пэкстон следует за ним в общественный туалет и вешает на дверь табличку «Закрыто». Сидя на унитазе, бизнесмен видит на полу визитную карточку «Элитной охоты». Когда он хочет поднять её, Пэкстон хватает того за руку и отрезает скальпелем два пальца. Затем выбивает дверь и начинает топить бизнесмена. Пэкстон поднимает его голову из унитаза. Голландец видит в отражении на стене своего мучителя и молит о пощаде, но Пэкстон перерезает ему горло. Бросив скальпель, он убегает из туалета.

## В ролях
| Актёр              | Роль                   |
| ------------------ | ---------------------- |
| Джей Эрнандес      | Пэкстон                |
| Дерек Ричардсон    | Джош                   |
| Эйтор Гудйонссон   | Оли                    |
| Барбара Неделякова | Наталья                |
| Яна Кадержабкова   | Светлана               |
| Ян Власак          | голландский бизнесмен  |
| Дженнифер Лим      | Кана                   |
| Рик Хоффман        | американский бизнесмен |

## Съёмки
Вся работа над фильмом, от разработки сценария до выхода картины в прокат, уложилась в 12 месяцев. По первоначальному сценарию, в финале Пэкстон должен был жестоко расправиться с дочкой голландского бизнесмена, оставив его рыдать над телом прямо на станции. Однако такой финал не понравился зрителям на тестовых показах.
Роль Оли была написана Элаем Ротом специально для Эйтора Гудйонссона после встречи на пресс-конференции в рамках проведения рекламной кампании «Лихорадки» в Исландии в 2002 году. Рот был настолько впечатлён харизмой исландца, что пообещал ему роль в одной из своих будущих картин. Эйтор воспринял эту новость со скепсисом, однако когда Рот связался с ним и пригласил на одну из ключевых ролей в «Хостеле», немедленно согласился. Впоследствии Элай Рот принёс официальные извинения президенту Исландии[какому?] за то, что в своей картине представил исландца Оли в качестве сексуального маньяка и алкоголика. В ответ президент лишь рассмеялся и сказал, что в таком свете жителей его страны в кино ещё никогда не выставляли. Также Рот принёс извинения министру культуры Исландии[какому?], полагая, что его картина может нанести серьёзный удар по репутации страны. В свою очередь, в Словакии многие негативно восприняли фильм, где их страна была изображена в качестве нецивилизованного и криминального места.
Все уличные сцены фильма были сняты не в Братиславе, а в чешских городках Чески-Крумлов и Миловице (в то время заброшенный полуразрушенный бывший советский военный городок, бывшая ставка ЦГВ). Кроме того, некоторые сцены картины снимались в действующей больнице для душевнобольных в Праге-Богнице, построенной в 1910 году, в крыле, закрытом уже более 50 лет. Большая часть сцен была отснята в так называемом строении № 10, в котором содержались самые дикие пациенты.
При производстве картины было использовано около 150 галлонов крови. Это примерно в три раза больше, чем было использовано в предыдущем фильме Рота «Лихорадка».
В качестве представителей банды «Bubble Gum» были задействованы обычные дети с улицы.
Рик Хоффман, сыгравший роль американского бизнесмена, серьёзно ушиб голову и заработал сотрясение мозга во время съёмок сцены, в ходе которой его персонаж решает таким способом убить свою жертву.

## Премьера и прокат
Элай Рот представил картину на исландском кинофестивале в 2005 году. Во время проведения кинофестиваля Рот и Квентин Тарантино были обращены[уточнить] в викингов в ходе церемонии, организованной Эйтором Гудйонссоном. Каждый из них получил свои исландские имена: Рот стал Элаем Шелдонссоном, а Тарантино — Квентином Конниссоном.
В США фильм собрал 47 326 473 долл., из них в первый уик-энд проката 19 556 099 долл. В других странах было собрано 32 880 443, что в общей сложности составило 80 206 916.

## Критика
Кинокритик Сергей Кудрявцев определил жанровую принадлежность фильма как молодёжный фильм ужасов, отличающийся своей наглостью и беззастенчивостью и откровенно спекулирующий на низменных человеческих страстях. После просмотра этого фильма Кудрявцев заявляет, что «действительно хочется поймать и долго пытать его автора, даже заплатив за это большие деньги».
Роман Волобуев в журнале «Афиша» отзывался о фильме положительно: «Где обыкновенный хоррор норовит напрыгнуть со спины или хлопнуть над ухом бумажный пакет, „Хостел“ берёт нас за руку и спокойно ведёт за собой — возможно, что-то теряя в смысле эффектных неожиданностей, но выигрывая в ясности и доходчивости».